# PACSIN2
PACSIN2 (англ. Protein kinase C and casein kinase substrate in neurons 2) — білок, який кодується однойменним геном, розташованим у людей на короткому плечі 22-ї хромосоми. Довжина поліпептидного ланцюга білка становить 486 амінокислот, а молекулярна маса — 55 739.
| 10         |  | 20         |  | 30         |  | 40         |  | 50         |
| ---------- |  | ---------- |  | ---------- |  | ---------- |  | ---------- |
| MSVTYDDSVG |  | VEVSSDSFWE |  | VGNYKRTVKR |  | IDDGHRLCSD |  | LMNCLHERAR |
| IEKAYAQQLT |  | EWARRWRQLV |  | EKGPQYGTVE |  | KAWMAFMSEA |  | ERVSELHLEV |
| KASLMNDDFE |  | KIKNWQKEAF |  | HKQMMGGFKE |  | TKEAEDGFRK |  | AQKPWAKKLK |
| EVEAAKKAHH |  | AACKEEKLAI |  | SREANSKADP |  | SLNPEQLKKL |  | QDKIEKCKQD |
| VLKTKEKYEK |  | SLKELDQGTP |  | QYMENMEQVF |  | EQCQQFEEKR |  | LRFFREVLLE |
| VQKHLDLSNV |  | AGYKAIYHDL |  | EQSIRAADAV |  | EDLRWFRANH |  | GPGMAMNWPQ |
| FEEWSADLNR |  | TLSRREKKKA |  | TDGVTLTGIN |  | QTGDQSLPSK |  | PSSTLNVPSN |
| PAQSAQSQSS |  | YNPFEDEDDT |  | GSTVSEKDDT |  | KAKNVSSYEK |  | TQSYPTDWSD |
| DESNNPFSST |  | DANGDSNPFD |  | DDATSGTEVR |  | VRALYDYEGQ |  | EHDELSFKAG |
| DELTKMEDED |  | EQGWCKGRLD |  | NGQVGLYPAN |  | YVEAIQ     |  |            |

A: Аланін

C: Цистеїн

D: Аспарагінова кислота

E: Глутамінова кислота

F: Фенілаланін

G: Гліцин

H: Гістидин

I: Ізолейцин

K: Лізин

L: Лейцин

M: Метіонін

N: Аспарагін

P: Пролін

Q: Глутамін

R: Аргінін

S: Серин

T: Треонін

V: Валін

W: Триптофан

Кодований геном білок за функцією належить до фосфопротеїнів. 
Задіяний у таких біологічних процесах, як ендоцитоз, ацетилювання, альтернативний сплайсинг. 
Білок має сайт для зв'язування з ліпідами. 
Локалізований у клітинній мембрані, цитоплазмі, цитоскелеті, мембрані, клітинних відростках, цитоплазматичних везикулах, ендосомах.